# Biophytum dendroides
Biophytum dendroides là một loài thực vật có hoa trong họ Chua me đất. Loài này được (Kunth) DC. mô tả khoa học đầu tiên năm 1824.

## Hình ảnh

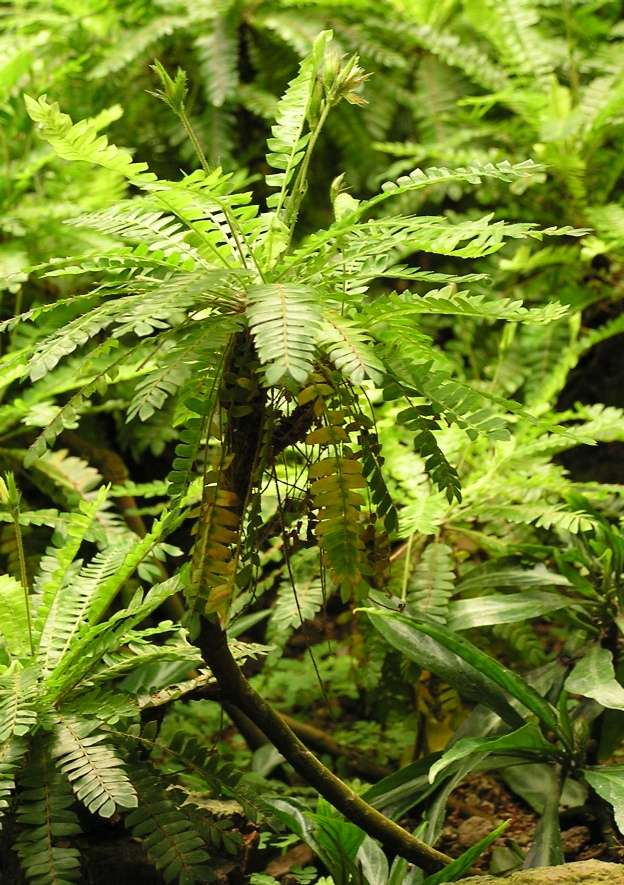
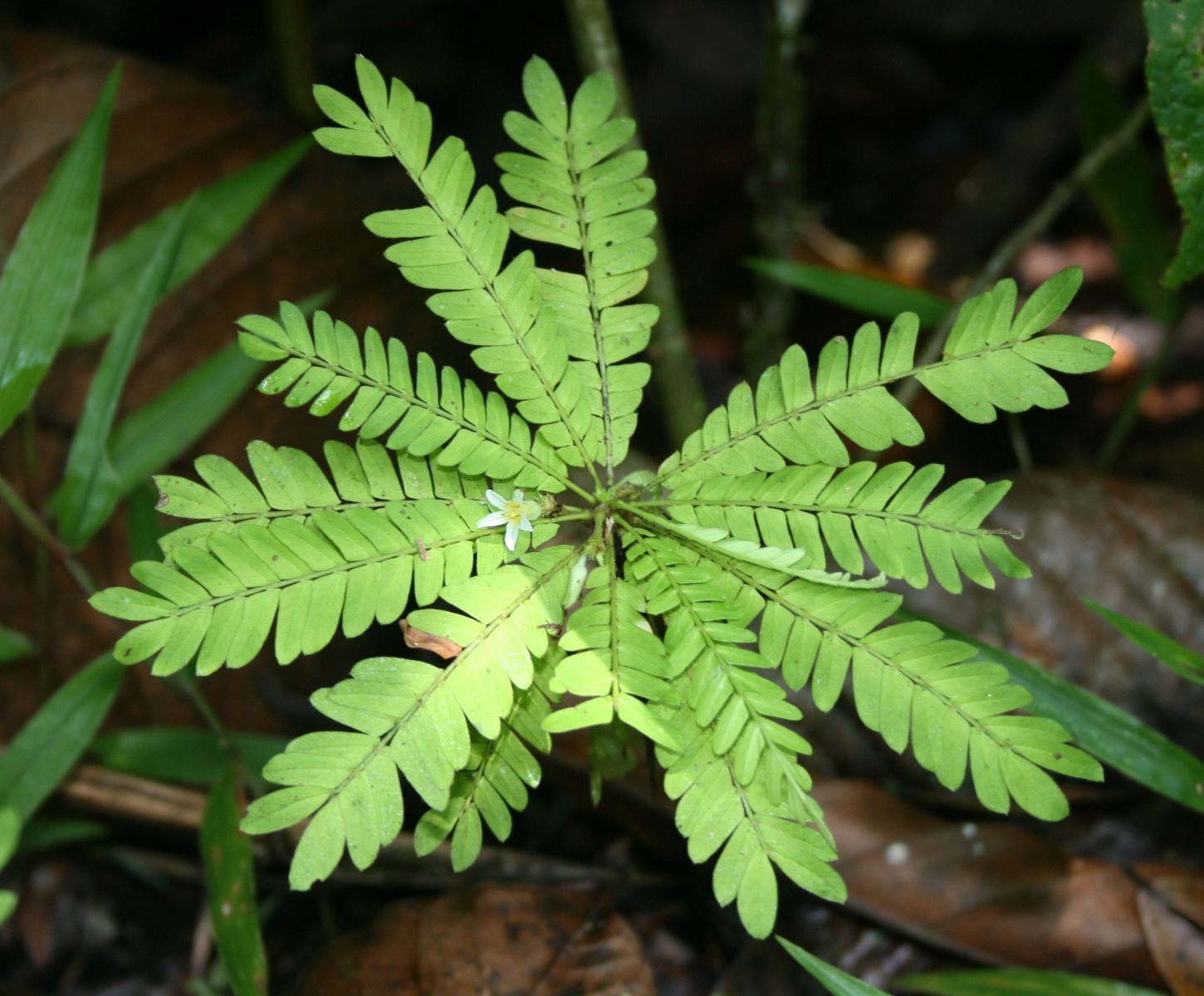